# متحف البيت الغربي
متحف البيت الغربي هو متحف بولاية الرستاق بمحافظة جنوب الباطنة الفائز بجائزة السلطان قابوس للعمل التطوعي في دورتها السادسة عن فئة مشاريع الأفراد، وحصد المركز الثاني ضمن جائزة «المبادرون» على مستوى سلطنة عمان وبرصيده العديد من الشهادات ومجموعة من الجوائز الدولية ، ويرجع الفضل من كفاح مواطنة عمانية اسمها زكية بنت ناصر اللمكية التي قدمت للنهوض بهذا المتحف الغالي والنفيس وأصبح محطة هامة في جنوب الباطنة تستقبل أفواجا من الطلبة وصل عددهم في أيام المدارس من ٥٠٠ إلى ٦٠٠ طالب وطالبة وأيضا عليه إقبال كبير من عامة الناس واستقطب شخصيات دبلوماسية من داخل سلطنة عمان وخارجها.

## مميزات المتحف
المتحف يعد ذا طابع تقليدي فيه العديد من المقتنيات تصل الى أكثر من ثلاثة آلاف قطعة، كما يعد مرجعا في العديد منها من قبل الزائرين والسواح للاطلاع على ما يحتويه من إرث تاريخي يحكي قصة أجيال تعاقب عليها الزمن وهم يقتنون أشياء تمثل حياتهم، ويحتوي المتحف الى أربع عشرة غرفة ومرافق للجلوس ومصلى للزوار ويتميز المتحف بمعالمه المتميزة كالبئر (الطوي)، مكان لتخزين التمر، دورات المياه بالطراز القديم (الشيروني) التي تفوق عمرها مئات السنين وغيرها من المرافق التي قد لا تتواجد في غيرها من المتاحف في سلطنة عمان. مؤخرا تعرض المتحف إلى سقوط عدد من أركانه ومناطق متفرقة من سقف المتحف مما أدى الى تركم الاتربة والغبار على المقتنيات التراثية والحرفية، ويناشد القائمون على المتحف ذوي الاختصاص المساعدة في ترميم هذا الإرث التاريخي الأصيل.

## مقتنيات المتحف
يحتوي البيت على الكثير من المقتنيات الأثرية كالكتب القديمة المتنوعة والعملات المعدنية، وأدوات الطبخ والأواني القديمة كمقلاة تحميص القهوة، وأوانٍ لتقديم القهوة والطعام، والمشغولات اليدوية بكل أنواعها، وأدوات تتعلق بزينة المرأة كالعطور والبخور والمقتنيات الأخرى كالفضيات والأساور والمفارش القديمة والفخاريات والاواني النحاسية والمعدنية القديمة، والمناديس العمانية (الصناديق) والحقائب القديمة، كما يحتوت على أدوات تصنيع الألبان والحليب ومنتجات الأبقار.